# Leodora multiplata
Leodora multiplata är en ringmaskart som beskrevs av Uchida 1971. Leodora multiplata ingår i släktet Leodora och familjen Serpulidae. Inga underarter finns listade i Catalogue of Life.